# Cantó de Chaillé-les-Marais
El cantó de Chaillé-les-Marais és un cantó francès del departament de la Vendée, situat al districte de Fontenay-le-Comte. Té 9 municipis i el cap es Chaillé-les-Marais.

## Municipis
- Chaillé-les-Marais
- Champagné-les-Marais
- Le Gué-de-Velluire
- L'Île-d'Elle
- Moreilles
- Puyravault
- Sainte-Radégonde-des-Noyers
- La Taillée
- Vouillé-les-Marais

## Història
| Data d'elecció                           | Identitat       | Partit                         | Qualitat |
| ---------------------------------------- | --------------- | ------------------------------ | -------- |
| 1945-1955                                | Fernand Gadras  | radical, després divers gauche |          |
| 1955-1961                                | M. Marteil      | Divers gauche                  |          |
| 1961-1972                                | Fernand Gadras  | radical                        |          |
| 1972-1998                                | Pierre Métais   | PS                             |          |
| 1998-2004                                | Guy Grelaud     | Divers gauche                  |          |
| 2004-                                    | Daniel Ringeard | PS                             |          |
| les dades anteriors no són pas conegudes |                 |                                |          |
|                                          |                 |                                |          |

| A partir de 1990: Població sense dobles comptes |